# Менкар
Менкар (α Кита, Альфа Кита) — красный гигант в созвездии Кита, спектрального класса M1.5 IIIa. Название происходит от арабского слова منخر (manħar, «ноздря»). В китайской астрономии обозначалась, как первая звезда конфигурации Тянь-цзюнь («Небесные закрома») — 天囷一 (кит.).
Несмотря на то, что по каталогу Байера звезда носит обозначение α Кита, она не является самой яркой звездой созвездия (видимая звёздная величина α Кита — 2,53, β Кита — 2,04). Масса звезды более чем в два раза превышает массу Солнца, при этом её радиус больше солнечного в 89 раз. Из-за большой площади фотосферы звезда излучает в 1455 раз больше энергии, чем Солнце, хотя её эффективная температура составляет всего 3795 K (у Солнца — 5778 K). Относительно низкая температура придаёт звезде красный оттенок, свойственный звёздам М-класса
.
Звезда сошла с главной последовательности после выгорания в её ядре гелия. С началом горения углеродного ядра звезда, вероятно, станет крайне нестабильной, аналогично Мире, и, сбросив внешние слои, сформирует планетарную туманность, оставшись относительно крупным белым карликом.
Планетная система Альфа Кита является местом действия в 22-м эпизоде «Звёздного пути», 311-м эпизоде «Южного парка» и 8-м эпизоде третьего сезона сериала «Звёздный путь: Энтерпрайз».